# マ人間
『マ人間』（マにんげん）は、新しい学校のリーダーズのオリジナル・アルバム。2023年8月16日にリリース。

## 内容
2019年発売のアルバム『若気ガイタル』以来のCD媒体でのリリースとなるEP。
テレビ朝日系 金曜ナイトドラマ『警部補ダイマジン』オープニングテーマとして先行配信された「マ人間」を表題曲に、ファンの間で根強い人気を誇る「恋文」、「ケセラセラ」、同年にYouTubeチャンネル「THE FIRST TAKE」にて公開され、最速の2000万再生突破を記録した「オトナブルー - From THE FIRST TAKE」、映画『リボルバー・リリー』はみ出し応援ソング「狙いうち」の全5曲を収録。

## メディアでの使用
| タイトル                                  | タイアップ詳細                                                      |
| ----------------------------------------- | ------------------------------------------------------------------- |
| マ人間                                    | テレビ朝日系 金曜ナイトドラマ『警部補ダイマジン』オープニングテーマ |
| 狙いうち (50th anniversary special cover) | 映画『リボルバー・リリー』コラボソング                              |

## 収録曲
| 全編曲: yonkey（特記以外）。 |                                               |                        |                   |       |
| #                            | タイトル                                      | 作詞                   | 作曲              | 時間  |
| 1.                           | 「マ人間」(編曲: jon-YAKITORY)                | jon-YAKITORY           | jon-YAKITORY      | 2:51  |
| 2.                           | 「恋文」(編曲: MUTEKI DEAD SNAKE)             | MUTEKI DEAD SNAKE      | MUTEKI DEAD SNAKE | 4:01  |
| 3.                           | 「ケセラセラ」                                | yonkey                 | yonkey            | 3:37  |
| 4.                           | 「オトナブルー - From THE FIRST TAKE」        | 新しい学校のリーダー達 | yonkey            | 3:07  |
| 5.                           | 「狙いうち (50th anniversary special cover)」 | 阿久悠                 | 都倉俊一          | 2:16  |
| 合計時間:                    | 合計時間:                                     | 合計時間:              | 合計時間:         | 15:52 |

## 楽曲解説
「マ人間」
ミュージック・ビデオは千葉県富津市に建つ東京湾観音の敷地内で撮影された。動画の終わりには人文字で"人間"という漢字を表した振り付けが見られる。
「狙いうち (50th anniversary special cover)」
山本リンダの楽曲「狙いうち」のカバー。